# Contea di Fulton (Georgia)
La contea di Fulton, in inglese Fulton County, è una contea dello Stato della Georgia, negli Stati Uniti. La popolazione al censimento del 2020 era di 1.066.710  abitanti. Il capoluogo di contea è Atlanta.

## Comuni
- Alpharetta - city
- Atlanta - city
- College Park - city
- East Point - city
- Fairburn - city
- Hapeville - city
- Johns Creek - city
- Milton - city
- Mountain Park - city
- Palmetto - city
- Roswell - city
- Sandy Springs - city
- Union City - city

### Altre località
- Campbellton - unincorporated community
- Hopewell - unincorporated community
- Red Oak - unincorporated community
- Sandtown - unincorporated community
- South Fulton - unincorporated community